# داي نيكولاس
داي نيكولاس (بالإنجليزية: Dai Nicholas)‏ (12 أغسطس 1897 في المملكة المتحدة - 7 أبريل 1982) هو لاعب كرة قدم بريطاني (وحمل سابقاً جنسية المملكة المتحدة لبريطانيا العظمى وأيرلندا) في مركز الوسط. شارك مع منتخب ويلز لكرة القدم. أما مع النوادي، فقد لعب مع ستوك سيتي وسوانزي سيتي وMerthyr Town F.C. ‏.